# Гарун Богра-хан
Гарун Богра-хан (д/н–993) — каган Караханідської держави в 970—993 роках. Поклав початок завоюванню Мавераннахра. також відомий як Гасан Богра-хан. Мав прізвисько малік ал-Машрік Шихаб ад-Даула ва-Захір аддава («Володар Сходу, Зірка держави, Опора призову до віри»). Засновник Гасанідської гілки династії.

## Життєпис
Походив з династії Караханідів. Син кагана Сулеймана Арслан-хана. Ймовірно спочатку отримав ім'я Гасан, яке згодом змінив на Гарун.
Після загибелі батька у 970 році отримав титул богра-хана від нового кагана Алі Арслан-хана, що був його стриєчним братом. Разом з останнім продовжив війну проти Хотанської держави, до кінця 980-х років відвоювавши Кашгар.
Після цього отримав володіння з резиденцією в Баласагуні. Вирішив скористатися послабленням Саманідської держави внаслідок тривалої боротьби за трон. 990 року захопив важливе місто Ісфіджаб. Слідом за цим уклав союз з Абу Алі Сіджурі, володарем Хорасану. Неподалік від Зеравшана військо Караханідів 992 року завдало рішучої поразки саманідській армії на чолі з Інандж Хаджибом. Невдовзі емір Нух II вимушений був тікати з Бухари до Самарканда. Бухару було захоплено Гарун Богра-ханом, який поставив на трон Абд аль-Азіза ібн Нуха.
Гарун також випустив низку срібних дірхемів з написом «малік ал-Машрік Шихаб ад-Даула ва-Захір аддава Абу Муса каган тюрків». Вони стали першими караханідськими монетами. За цим зайняв Самарканд, де тяжко захворів, тому вирішив повернутися до Баласагуну. На шляху до нього помер на початку 993 року в місцині Кочкарбаші, що у горах Тянь-Шань.